# Villa Seebeck

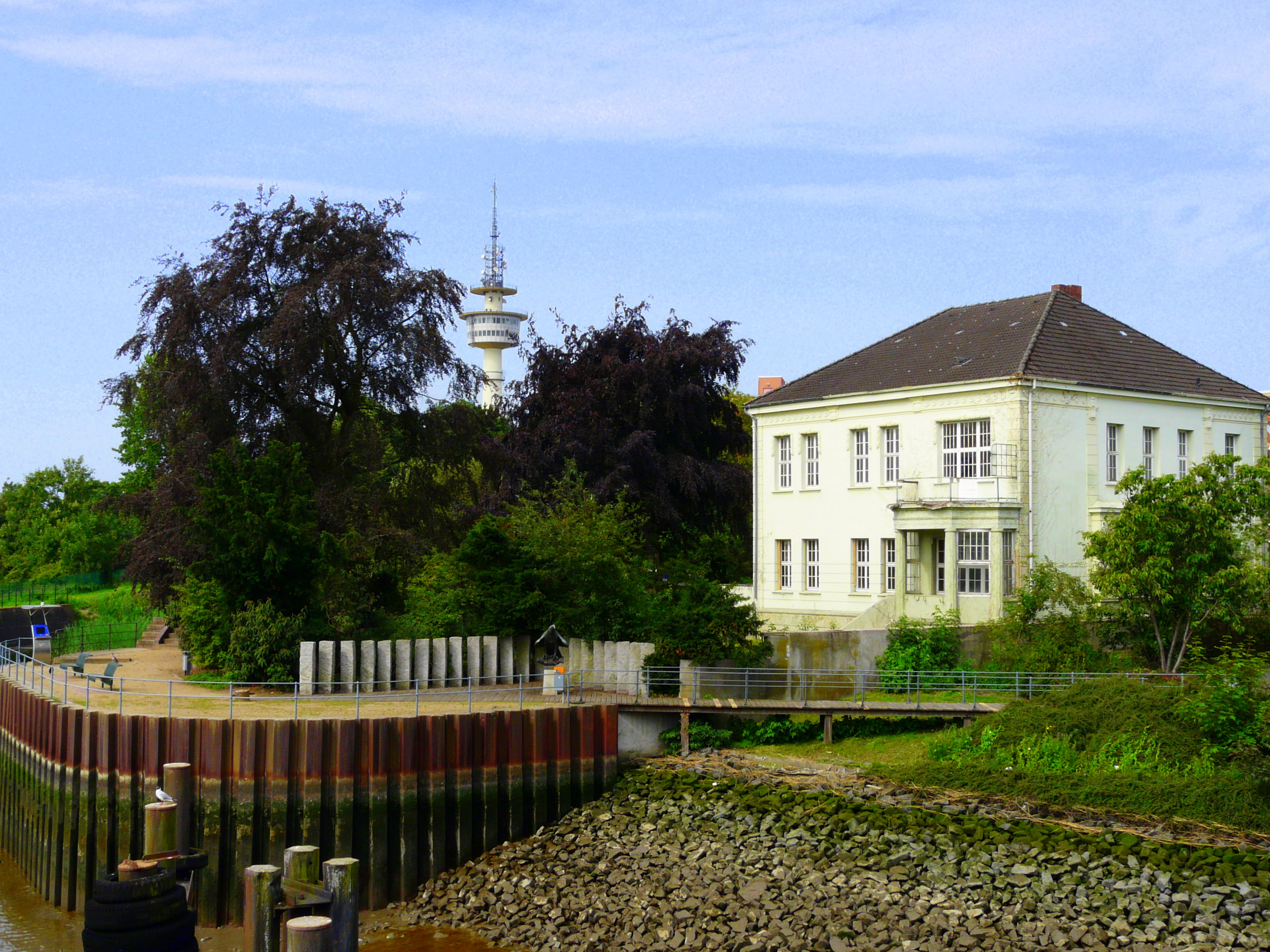
Villa Seebeck (2011)

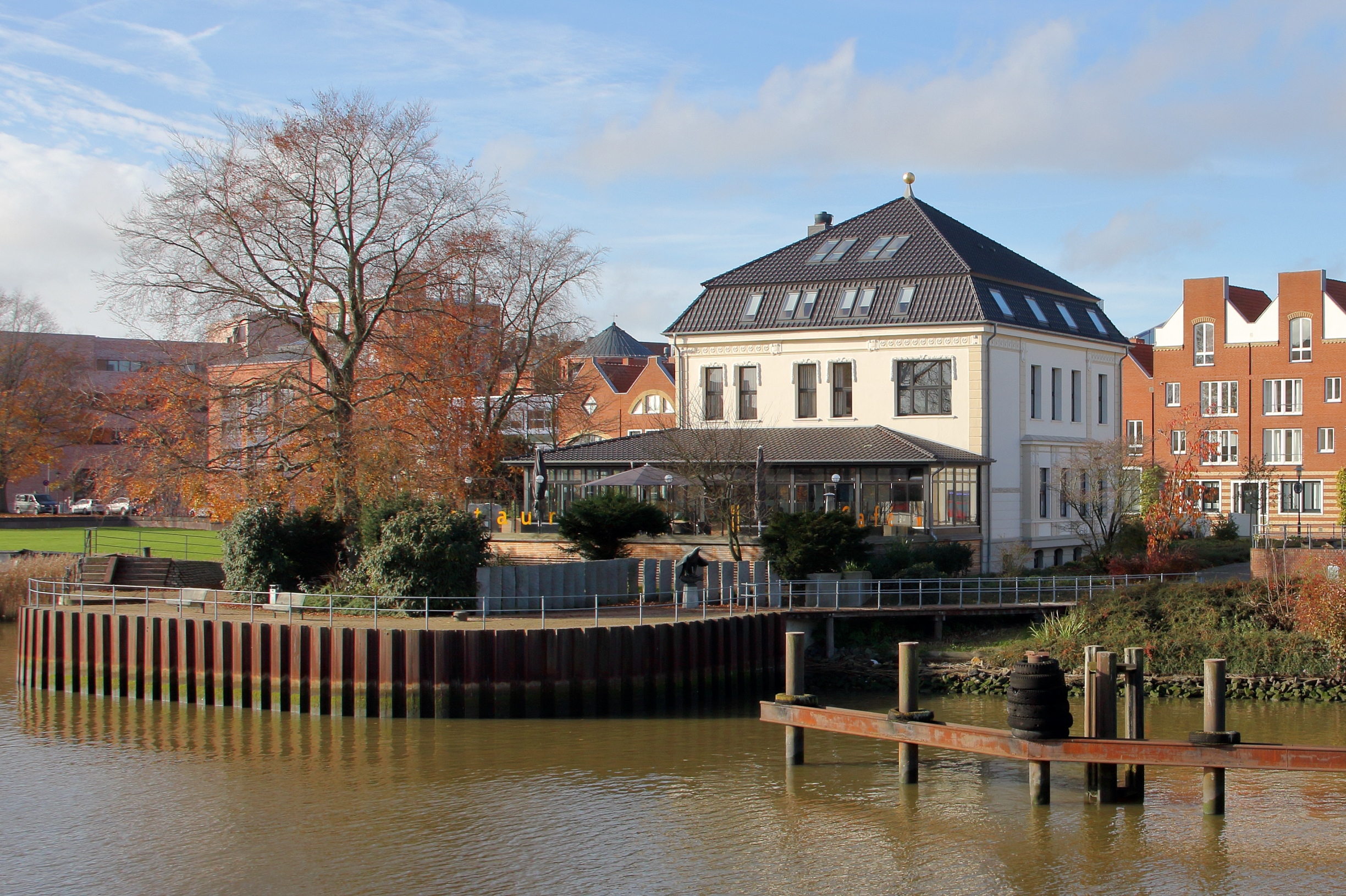
Villa Seebeck nach der Restaurierung (2015)

Die Villa Seebeck in Bremerhaven-Mitte, Deichstraße 15, Ecke Fischplatz, entstand 1908 nach Plänen von Johann Allers.
Das Gebäude steht seit 2009 unter Bremer Denkmalschutz.

## Geschichte
Georg Seebeck (1845–1928) begann ab 1879 kleinere Boote aus Eisen zu bauen, später folgte der Schiffbau. Er erwarb alle Schiffbaubetriebe an der Geeste, mit Ausnahme der Tecklenborg- und der Rickmerswerft. 1895 kaufte er die auf dem rechten Ufer der Geeste gelegenen Wencke Dock- und Werftplätze; auf diesem Gelände entstand die Villa. Seine neue Werft wurde bis 1910 im Fischereihafen von Bremerhaven realisiert.
Die zwei- und dreigeschossige fast quadratische Direktorenvilla wurde in der Bauepoche der Jahrhundertwende mit spielerischen, klassischen Ornamenten nach Entwürfen des Villenarchitekten Johann Allers aus Bremerhaven für den Werftbesitzer auf dem Gelände des Maschinenhauses des Wencke-Docks errichtet. Seebeck musste zudem den zwischen Villa und Alter Geestebrücke liegenden Fischplatz befestigen. Im September 1944 brannte das zerbombte Gebäude weitgehend aus
Um 1950 wurde das zerstörte Mansarddach durch ein Walmdach ersetzt. Die allseitigen dreigeschossigen Zwerchgiebel mit einem Segmentbogen als oberen Abschluss und mit barocken und etwas jugendstilhaften Elementen sowie die Gliederung der Wandflächen durch Pilaster und die ursprüngliche Eckeinfassung blieben auch nicht vollständig erhalten.
Erhalten ist ein dekoratives Friesband in Höhe der Kämpfer der Fenster des Erdgeschosses, gestaltet u. a. mit Schildkröten und Garnelen.
Das Landesamt für Denkmalpflege Bremen befand: „Der Verlust des Daches und auch die heute nicht mehr erhaltene Einfriedung des Gartens zur Geeste mit einem Gartenpavillon sind beklagenswert.“ „...die erhaltene Fassade ... in einem vergleichsweise vollständigen Erhaltungszustand ...lässt die ursprüngliche Gesamtwirkung ermessen.“ Die Villa ist „trotz der erheblichen Veränderungen als ein wichtiges Zeugnis Bremerhavener Schiffbau-Tradition und Unternehmergeschichte anzusehen.“
In der ersten Hälfte der 2010er Jahre wurde das Gebäude grundlegend saniert und restauriert. Es erhielt u. a. ein Mansardwalmdach mit einer Kugel als Dachaufsatz und einen Wintergartenanbau. Seither befindet sich im Erdgeschoss ein Café - Restaurant. Die Etagen darüber wurden als Ferienwohnungen hergerichtet.